# Zegani (Ochamchire)
Zegani (en georgiano: ზაგანი) o Zagan (en abjasio: Заган) es una aldea que pertenece a la parcialmente reconocida República de Abjasia, dentro del distrito de Ochamchire, aunque de iure es parte del municipio de Ochmachire de la República Autónoma de Abjasia de Georgia.

## Geografía
Zegani se encuentra en la llanura de Samurzajano. La aldea se administra desde el pueblo de Akvaskia.  